# Game Boy Pocket
La Game Boy Pocket es una videoconsola portátil puesta en venta por 69,99$ en Japón, el 3 de septiembre de 1996 en Norteamérica, y en enero de 1997 en Europa: una unidad más pequeña y ligera que requería menos pilas. Tiene espacio para dos pilas AAA, que proporcionan aproximadamente 10 horas de juego. La unidad también está equipada con una toma de CC de 3 voltios, 2,35 mm x 0,75 mm que puede utilizarse para alimentar el sistema. La Pocket tiene un puerto de enlace más pequeño, que requiere un adaptador para conectarse con la antigua Game Boy. El diseño del puerto se utiliza en todos los modelos posteriores de Game Boy, excluida la Game Boy Micro. La pantalla se cambió a una pantalla LCD FSTN que incluía una capa de compensación para producir una verdadera visualización en blanco y negro, en lugar de la pantalla monocromática "sopa de guisantes" de la Game Boy original. Además, la Game Boy Pocket (GBP) tiene una pantalla más grande que la Game Boy Color (GBC) que más tarde la sustituyó. La pantalla de la GBP tiene una diagonal de 65mm, una anchura de 48,5mm y una altura de 43,5mm, frente a la diagonal de 59mm de la GBC. Aunque, al igual que su predecesora, la Game Boy Pocket carece de retroiluminación para poder jugar en zonas oscuras, mejoró notablemente la visibilidad y el tiempo de respuesta de los píxeles (eliminando sobre todo el ghosting). La primera versión no disponía de LED de encendido. Pronto se añadió debido a la demanda del público, junto con nuevas unidades de Game Boy Pocket de diferentes colores (lanzadas el 28 de abril de 1997), algunas de ellas nuevas en la línea Game Boy. Hubo varias ediciones limitadas de Game Boy Pocket, incluido un modelo de metal dorado exclusivo para Japón. Aunque varios editores aprovecharon el aumento de nuevos usuarios de Game Boy que se produjo con el lanzamiento de la Game Boy Pocket para reeditar juegos antiguos de Game Boy, la Game Boy Pocket no era una nueva plataforma de software y reproducía el mismo software que el modelo original de Game Boy.
Un claro 'esqueleto' Famitsu Model-F apareció en 1997, de la que sólo salieron 5.000 unidades, y una edición amarilla clara.[cita requerida]

## Hardware

### Ediciones Especiales
- Famitsu Limited Edición
- Clear Atomic Purple
- Edición Hello Kitty
- Aniversario edición
- Clear-Blue ANA Air-Line Special Edition
- Extreme Green.[8]

### Especificaciones técnicas
| Tamaño                 | Aproximadamente 76mm x 124mm x 23mm (An x Al x Pr) |
| Peso                   | Aproximadamente 148g |
| Pantalla               | Pantalla reflectante supertrenzada nemática (STN) pantalla de cristal líquido (LCD) |
| Tamaño de pantalla     | 50mm por 45mm |
| Fotogramas por segundo | 59.727500569606 Hz |
| Energía                | 6 V, 0.7 W (2× pilas AAA) |
| Duración de batería    | Aproximadamente 10 horas de juego |
| CPU                    | Zilogic Z80 a 4.194304 MHz |

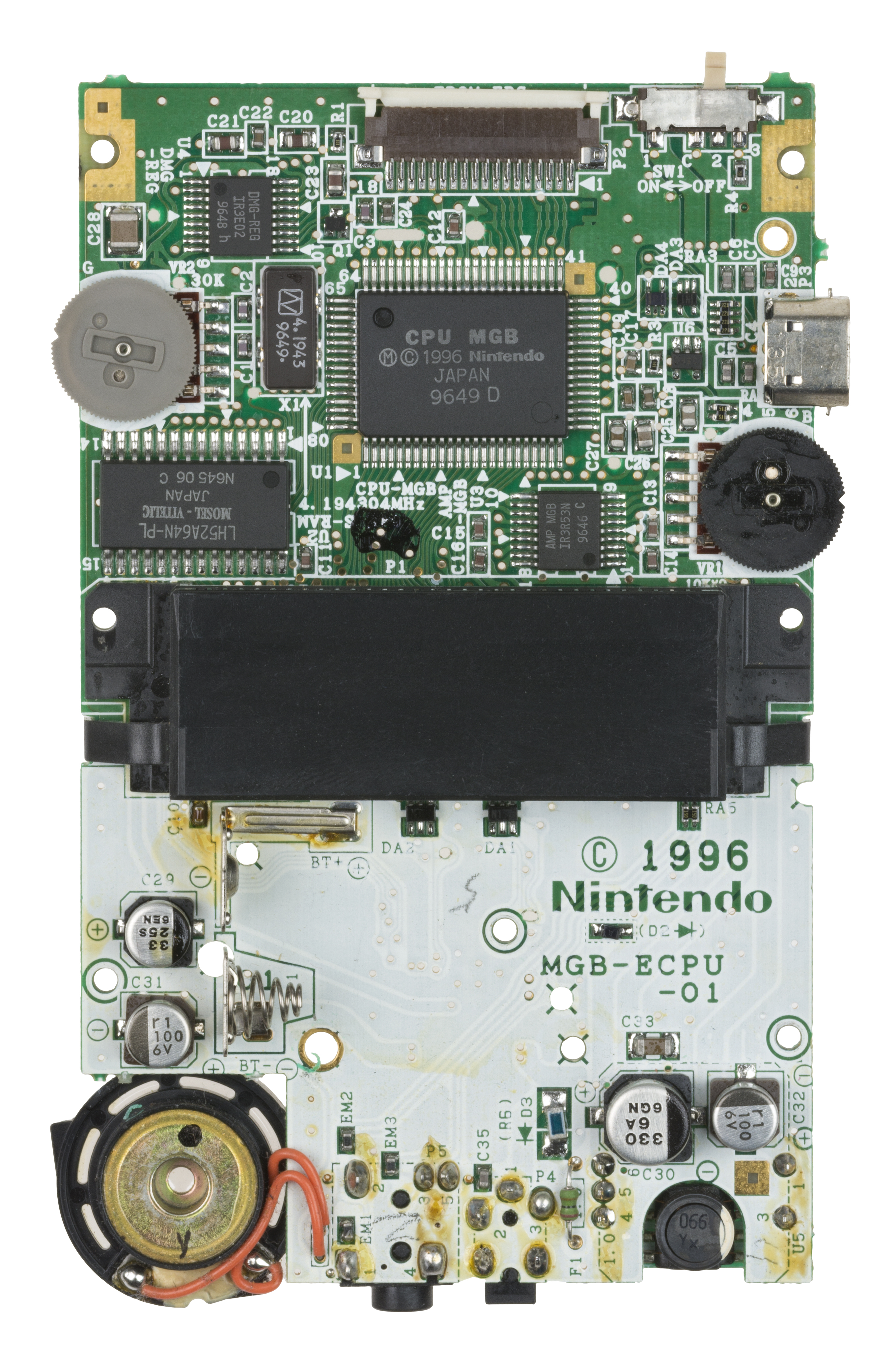
Interior de una Game Boy Pocket.

| Memoria                | 64 KB espacio de direcciones incluyendo: - 8 KB de RAM de trabajo integrada - Hasta dieciséis páginas de 8 KB de RAM de trabajo intercambiable (en el cartucho de juego) para un máximo de 128 KB de RAM externa (que puede ser alimentada por batería para guardar partidas). - 8 KB de memoria RAM para la pantalla LCD. - 32 KB de Game Pak externa ROM, de los cuales 16 KB son intercambiables ROM de arranque de 256 bytes en el chip; cartuchos de 32 KB, 64 KB, 128 KB, 256 KB, 512 KB, 1 MB, 2 MB, 4 MB y 8 MB. |
| Resolución de pantalla | 160 (ancho) × 144 (alto) píxels (10:9 relación de aspecto) |
| Soporte de color       | 2 bits (cuatro tonos de "gris": claro a muy oscuro) - Referencia: - 0x0 0x1 0x2 0x3 |
| Sonido                 | Procesador PSG de Estéreo FM de 4 canales |
| Entrada                | - Cruceta de ocho direcciones - Cuatro botones de acción (A, B, Start, Select) - Potenciómetro de volumen - Potenciómetro de contraste - Interruptor de encendido - I/O en serie ("Cable link"): 512 kbit/s con hasta 4 conexiones en serie - Cartucho I/O |